# Сан-Бенту (Мараньян)

Сан-Бенту на карте штата.

Сан-Бенту (порт. São Bento) — муниципалитет в Бразилии, входит в штат Мараньян. Составная часть мезорегиона Север штата Мараньян. Входит в экономико-статистический микрорегион Байшада-Мараньенси. Население составляет 40 736 человек на 2010 год. Занимает площадь 468,892 км². Плотность населения — 86,88 чел./км².
Праздник города — 30 марта.

## Демография
Согласно сведениям, собранным в ходе переписи 2010 г. Национальным институтом географии и статистики (IBGE), население муниципалитета составляет:
| Полное население                               | Полное население                               | Полное население                               | Полное население                               | 40 736 |
| ---------------------------------------------- | ---------------------------------------------- | ---------------------------------------------- | ---------------------------------------------- | ------ |
| в том числе:                                   | Городское население                            | 23 508                                         | Процент городского населения, %                | 57,71  |
|                                                | Сельское население                             | 17 228                                         | Процент сельского населения, %                 | 42,29  |
|                                                | Мужское население                              | 19 944                                         | Процент мужского населения, %                  | 48,96  |
|                                                | Женское население                              | 20 792                                         | Процент женского населения, %                  | 51,04  |
| Плотность населения, чел/км²                   | Плотность населения, чел/км²                   | Плотность населения, чел/км²                   | Плотность населения, чел/км²                   | 86,88  |
| Население муниципалитета в % к населению штата | Население муниципалитета в % к населению штата | Население муниципалитета в % к населению штата | Население муниципалитета в % к населению штата | 0,62   |

По данным оценки 2016 года, население муниципалитета составляет 45 044 жителя.

## Статистика
- Валовой внутренний продукт на 2003 год составляет 34 025 742,00 реалов (данные: Бразильский институт географии и статистики).
- Валовой внутренний продукт на душу населения на 2003 год составляет 1020,78 реалов (данные: Бразильский институт географии и статистики).
- Индекс развития человеческого потенциала на 2000 год составляет 0,592 (данные: Программа развития ООН).

## География
Климат местности: субтропический гумидный.